# Helliconia - vara
Helliconia - vara (1982) (titlu original Helliconia Summer) este un roman science fiction scris de Brian Aldiss. Este a doua carte din trilogia Helliconia, o cronică epică a ridicării și căderii civilizației de-a lungul a o mie de ani, pe măsură ce planeta Helliconia trece prin anotimpurile sale incredibil de lungi, care durează secole. Acțiunea romanului prezintă mijlocul verii.

## Intriga
JandolAnganol l-a răsturnat de pe tronul Borlienului pe tatăl său, închizându-l în beciurile palatului. El se vede nevoit să divorțeze de iubita lui soție, Myrdelnggala, la insistențele C'Sarr-ului Kilandar al IX-lea, conducătorul religios al Helliconiei. Acesta dorește o alianță între Borlien și Pannoval, printr-o căsătorie dinastică între JandolAnganol și Simonda Tal, preințesa regatului Oldorando.
Căsătoria presupune încălcarea unor rituri străvechi, deoarece Simonda este umană doar după tată, mama ei fiind o făptură subumană din specua madiștilor.
Pe lângă problema înălcării riturilor, JandolAnganol o mai are și pe aceea a nesiguranței în sprijinul armat solicitat vecinilor săi pentru a-l înfrânge pe răzvrătitul Darvlish.
În subteranele palatului lui JandolAnganol, phagorii - protejați de rege - pregătesc Marea Revenire, care va avea loc de îndată ce începe anotimpul friguros. Madiștii dau ocol planetei, într-o călătorie fără sfârșit, "ceilalți" se țin departe de așezările oamenilor, în timp ce prognosticii promovează o religie stranie în tunelurile adânci în care își duc existența.
Deși există o directivă a non-intervenției, cercetătorii pământeni care trăiesc, se înmulțesc și mor pe stația Avernus de trei mii de ani o încalcă. O dată la un secol ei joacă un joc de noroc al cărui câștigător capătă dreptul de a coborî și de a muri pe planetă.
Helliconia ucide orice ființă extraterestră care pătrunde în atmosfera ei. O dată cu fiecare ciclu sezonier determinat de apropierea lui Freyr, un virus trece de la phagori la oameni, înjumătățindu-le populația. Supraviețuitorii au în sânge antidotul care le permite să trăiască alături de ancipitali și să îi domine.
Billy Xiao Pin este căștigătorul desemnat să coboare pe Helliconia în timpul domniei lui JandolAnganol. Ajuns pe suprafața planetei, el transmite o serie de rapoarte pentru a conmpleta informațiile pe care colegii săi le culeg de pe orbită și, în cele din urmă, se hotărăște să moară după ce o va fi întâlni pe frumoasa Myrdelnggala și îi va fi mărturisit dragostea lui.
Fiul lui JandolAnganol, Robayday Anadol (care se alăturase populației migratoare de madiști) o ucide pe Simonda Tal. Regele se vede silit să se căsătorească cu sora mai mică a prințesei, Milua Tal, dar la palatul din Oldorando are loc un incendiu criminal.
Între timp, dinspre Sibornal coboară o flotă militară care vrea să ocupe Pannovalul și întregul Campannlat, iar anotimpul rece începe să revină lent pe planetă.